# 柴田耕太郎
柴田耕太郎（しばた こうたろう、1949年2月19日- ）は、日本の翻訳家。

## 略歴
東京生まれ。本名・義一（よしかず）。早稲田大学第一文学部仏文専修卒業。岩波書店嘱託を経て渡仏、演劇を学ぶ。帰国後、翻訳業界へ。演劇・映像・出版・産業の4ジャンルで実績ある翻訳者。

## 著書
- 『翻訳家になる方法』青弓社 1995
- 『英文翻訳テクニック』1997 ちくま新書
- 『翻訳家で成功する! 徒弟修業からインターネット・オーディションまで』工作舎 2000
- 『翻訳力錬成テキストブック 柴田メソッドによる英語読解』日外アソシエーツ 2004
- 『翻訳家になろう!』青弓社 2012
- 『翻訳力錬成テキストブック 英文を一点の曇りなく読み解く』日外アソシエーツ 2017

### 翻訳
- マーク・バクスター『ロック・シンガー間違いだらけの発声法』東亜音楽社 1997
- ミハイル・トス 文,パトリック・ブシニャック絵『ブレヒト イラスト版』現代書館 (For beginnersシリーズ 1998
- 『現代フランス演劇傑作選』演劇出版社 2001
- 『モリエール傑作戯曲選集』1-2　鳥影社 2015-18